# Applegate Valley AVA
Das Applegate Valley AVA ist ein Weinanbaugebiet im Süden des US-Bundesstaates Oregon. Der moderne Weinbau begann in dieser Gegend etwa Mitte der 1960er, die Anerkennung als American Viticultural Area (AVA) erfolgte im Jahre 2000. Das Gebiet gilt als Wiege des Weinbaus in Oregon.
Applegate Valley AVA ist Teil der übergeordneten Herkunftsbezeichnung Rogue Valley AVA, die ihrerseits Bestandteil der größeren Southern Oregon AVA ist.  Benannt ist das Weinbaugebiet nach dem Applegate River, und liegt nahe der Stadt Jacksonville. Die Rebflächen liegen auf einer Höhe von 300 bis 500 m ü. NN. Das Klima des Applegate Valley ist wärmer als das des westlich gelegenen Illinois Valley, jedoch kühler als das des östlich gelegenen Bear Creek Valley.
Angebaut werden die Rebsorten Merlot, Cabernet Sauvignon, Syrah, Chardonnay und Zinfandel, wobei der Schwerpunkt bei den im Weinbaugebiet Bordeaux bewährten Sorten Cabernet Sauvignon und Merlot liegt.